# 縦歩取り
タテ歩取り（縦歩取り、たてふどり）とは、将棋の相掛かり戦法から派生する戦術のひとつ。
浮き飛車から、対戦相手の3四歩、角道を開くために動かされる 歩を奪うことを目指して3筋に飛車を移動する。

## 概要
先手番が仕掛ける戦法で、図のように飛車を浮き飛車に構えた後、▲3六飛とひとつ寄る。ここから主にはひねり飛車に移行するが、棒銀などにする変化もある。
加藤治郎『将棋は歩から (上巻)』(東京書店、 初版1970年)によると、命名者は加藤で、図のように後手の3四の歩を、飛車を3六に寄って取ろうとすることから、これを飛車の横利きで取ろうとする横歩取りとの兼ね合いで、飛車のタテの利きで取ろうとすることから命名したという。しかしながら、とある観戦記者から、3六からの場合は横歩取りとは違って実際には3四の歩を取らせないので、この名称に関して疑問を呈されたそうである。清野静男『将棋の初歩から必勝戦術　・将棋用語・将棋ルール解説つき』（永岡書店、1975年）でも著書の清野は実際には取らせないので｢タテ歩狙い」というのが本来と指摘している。このことについて加藤は釣りという行為は釣れなくても｢釣り」と呼ぶと、魚釣りを例にあげている。
実際も後手が3四の歩を取らさぬように△3三金と守らせ悪形にさせて局面をリードするのが先手の狙いにある。
この飛車攻撃は、対戦相手の歩突き前に飛車を移動することで先制的に発生する可能性があり、したがって（少なくとも最初）対戦相手の角道開きにさきまわる。このオプションは、ネコ式縦歩取り（Cat's Rook on Pawn）として知られている。HoskingはこれをFloatingRook CatVariationと呼んでいる 。または、3四歩と歩を押し出し、角道がすでに開いている場合、歩を狙って対戦相手にその歩を保護するための応答を強いることができる。このオプションはHoskingによるとFloating 花村バリエーションと呼ばれているとしている。

## 実践例
タイトル戦では1984年の王将戦第2局、▲森雞二vs△米長邦雄戦で、先手の森が互いに角道を開けた状態での▲3八銀型から▲3六飛としたので、後手の米長王将は角交換から角を2八に打ち込み、タテ歩を取らせて乱戦に持ち込んでいる。
森 vs.米長 戦では2000年07月04日 達人戦でも実現。米長は他に1985年2月5日 王将戦、対中原誠 戦でも同様に持ち込み、一方で森も2000年05月01日 王座戦の佐藤康光 戦で同様に縦歩を取る展開になる。
この戦型については、谷川浩司がこの対局の2年前に刊行した著書『将棋に勝つ考え方』（池田書店、1982年）で詳しく解説している。角交換の2手前▲7六歩にそこで△8六歩の後手飛車先交換にいくと▲7七桂からひねり飛車にしたときに先手が手得となる。よって後手は△3四歩とし、先手がひねり飛車にしたければ▲7七桂であるが、桂馬を跳ねると後手は△8六歩と来なくなるので、先手から▲9七角から▲7五歩～▲8六歩と交換することになると、このケースは1手損をすることになる。△3四歩に▲3六飛とし、△3三金であれば▲7七桂とせず相手から飛車先交換させることも可能であり、次項のように飛車先交換してこなければ▲7七角として先手だけ飛車先を切った状態に持ち込むことができてしまう。そして先手も後手の角の打ち込みに▲3四飛とすれば、次に▲3二飛成から▲1八金があり、▲3四飛に△1九角成なら▲2二歩から後手の３一の銀や３二の金を次々と取って▲3三角から馬を作る展開が望める。したがって▲3四飛に△3三桂として▲2七角までの展開で互角となっている。
加藤も著書として執筆した『将棋戦法大事典』（大修館書店、1985年）でもタテ歩取りの項目があり、こうして実際に3四の歩を後手が取らせる指し方を｢純粋タテ歩取り」として分類している。本戦法の場合は例外的にわかっているので、あえて紹介したとしている。
| 9  | 8  | 7  | 6  | 5  | 4  | 3  | 2  | 1  |    |
| 香 | 桂 | 銀 | 金 | 王 |    | 銀 | 桂 | 香 | 一 |
|    | 飛 |    |    |    |    | 金 | 角 |    | 二 |
| 歩 |    | 歩 |    | 歩 |    |    | 歩 | 歩 | 三 |
|    | 歩 |    | 歩 |    | 歩 | 歩 |    |    | 四 |
|    |    |    |    |    |    |    |    |    | 五 |
|    |    |    |    |    |    | 飛 |    | 歩 | 六 |
| 歩 |    | 角 | 歩 | 歩 | 歩 | 歩 |    |    | 七 |
|    | 銀 | 金 |    | 玉 |    | 銀 |    |    | 八 |
| 香 | 桂 |    |    |    | 金 |    | 桂 | 香 | 九 |

加藤によれば現在指されている戦法も厳密にいえば、そのほとんどが江戸期に開発されていたが、ただし当時の棋譜にあまり見られないのは相掛かりかつ持久戦をよしとする当時の将棋観の下で日の目をみなかったにすぎなかったとしている。
新戦法というと、プロがその開発を独占しているように書かれてしまうが、以上のようにアマが開発したものも多いし、現在もなお開発しつつある。 たとえば、穴グマ、棒銀なども由来が古く江戸時代と推測される。そして当時のプロの棋譜にはないので、これもアマが開発したものと推測される。 総対局数が圧倒的に多いのだから、当然といえば当然だが、記録が不備のために開発者はわからない。
それらと異なり、加藤は「縦歩取り」のみは純粋に戦後の新戦法であると紹介している。
2014年の第73期順位戦 A級3回戦 ▲佐藤康光 – △阿久津主税戦では横歩取りの戦型から先手佐藤が横歩をとらず一旦▲1六歩とし、後手阿久津が横歩を取る展開になる。その後、図のように▲8六飛△8四歩▲3六飛に後手は△4四歩としたので▲3四飛とし、タテ歩取り対横歩取り戦という変わった戦型と化した。

## ひねり飛車への発展
このタイプの戦形は多くの場合、浮き飛車の指し手が飛車を左方面に移動し、最初の居飛車戦略から振り飛車戦略（通常は石田流三間飛車）に換える。このときの戦法はひねり飛車と呼ばれている。
その形成の例として、図のように角道が開いた後、後手は歩を取られないよう金で防御すれば先手が角道を開き、後手に8筋の歩を交換させることができる。後手の飛車先交換後、先手は7筋の歩を1マス押して、後手の飛車へさらなる攻撃をし（飛車交換を迫る）、後手に飛車を△8二に後退させる。その後、先手は飛車を8筋に移動し、飛車交換を迫ったり、石田流の構えにしたりで、後手を脅かす。
なお、後手△9四歩が入っていると▲8六飛をぶつけるために角が9六に上がったところで△9五歩があり、▲同歩だと△8九飛成の速攻を食らう。▲8八角には△9八歩。また、先手は飛車のぶつけの前に▲4八玉としておくのが無難で、先ほどの△8九飛成▲8八角のあと、玉を動かさないと左銀が動かせないし、移動しておけば▲8六飛に△同飛▲同角△8九飛とされたとき▲8八銀とすることが可能である。よって、これらの順を回避するには、▲8五歩とふたをしてから飛車を展開することである。
このRook on Pawn攻撃は、飛車の左側展開の際に必ずしも3六飛とTwisting Rookの位置に移動する必要はない。最初に3筋の歩を狙わずに2六の位置からでもプレイできること、Twisting Rook戦略をしなくても可能なことにも留意。
ネコ式縦歩取りのケースでも同様に、相手の角道を抑えることで相手から飛車先交換させることが可能となり、手の損なくひねり飛車に展開が可能となる。ただし、飛車を３筋に寄っているので、以下のことに注意。
図の展開では△8六飛に▲7五歩は△3六飛▲同歩△2七飛がある。上記の構えであれば先手も▲8三飛と返すことができるが、この場合は後手も△7二銀型なので難しい。そのため▲9六歩などとするが、後手が飛車を引く際に△8二ではなく△8四飛もある。これは後手陣が△3四歩や6四歩を突いていないため、△2四の展開が狙えるからで、△8四飛に▲7五歩とすると△8六歩とされ、通常であれば以下▲8五歩△同飛▲7七桂であるが、そのあと△7五飛ならば▲8六飛だが△8四飛とし、▲8五歩に△2四飛があり、先手が3六と寄っているので成り込みを防ぐ必要があるが、この時点で飛車成を防ぐ歩が切れてしまっている。
したがって、△8四飛とした場合には▲7七桂が先である。△7四歩は▲2四歩から横歩取りがある。

## タテ歩取り棒銀
タテ歩棒銀（Rook on Pawn Climbing Silver tatefubōginまたは飛尻出棒銀 hijiridebōgin ）は、タテ歩取りテクニックと棒銀（ClimbingSilver）戦略を組み合わせたもの。
桐山清澄九段が得意としたことから「桐山流」とも呼ばれる。
| 9  | 8  | 7  | 6  | 5  | 4  | 3  | 2  | 1  |    |
| 香 | 桂 |    | 金 | 王 |    | 銀 | 桂 | 香 | 一 |
|    | 飛 | 銀 |    |    |    | 金 | 角 |    | 二 |
| 歩 |    | 歩 | 歩 | 歩 | 歩 | 歩 | 歩 | 歩 | 三 |
|    |    |    |    |    |    |    |    |    | 四 |
|    | 歩 |    |    |    |    |    |    |    | 五 |
|    |    |    |    |    |    |    | 飛 |    | 六 |
| 歩 | 歩 | 歩 | 歩 | 歩 | 歩 | 歩 |    | 歩 | 七 |
|    | 角 | 金 |    |    |    | 銀 |    |    | 八 |
| 香 | 桂 | 銀 |    | 玉 | 金 |    | 桂 | 香 | 九 |

| 9  | 8  | 7  | 6  | 5  | 4  | 3  | 2  | 1  |    |
| 香 | 桂 |    | 金 | 王 |    | 銀 | 桂 | 香 | 一 |
|    | 飛 | 銀 |    |    |    | 金 | 角 |    | 二 |
| 歩 |    | 歩 |    | 歩 | 歩 | 歩 | 歩 | 歩 | 三 |
|    |    |    | 歩 |    |    |    |    |    | 四 |
|    | 歩 |    |    |    |    |    |    |    | 五 |
|    |    |    |    |    |    |    | 飛 |    | 六 |
| 歩 | 歩 | 歩 | 歩 | 歩 | 歩 | 歩 | 銀 | 歩 | 七 |
|    | 角 | 金 |    |    |    |    |    |    | 八 |
| 香 | 桂 | 銀 |    | 玉 | 金 |    | 桂 | 香 | 九 |

| 9  | 8  | 7  | 6  | 5  | 4  | 3  | 2  | 1  |    |
| 香 | 桂 |    | 金 | 王 |    | 銀 | 桂 | 香 | 一 |
|    | 飛 | 銀 |    |    |    | 金 | 角 |    | 二 |
| 歩 |    | 歩 |    | 歩 | 歩 |    | 歩 | 歩 | 三 |
|    |    |    | 歩 |    |    | 歩 |    |    | 四 |
|    | 歩 |    |    |    |    |    |    |    | 五 |
|    |    |    |    |    |    |    | 飛 |    | 六 |
| 歩 | 歩 | 歩 | 歩 | 歩 | 歩 | 歩 | 銀 | 歩 | 七 |
|    | 角 | 金 |    |    |    |    |    |    | 八 |
| 香 | 桂 | 銀 |    | 玉 | 金 |    | 桂 | 香 | 九 |

| 9  | 8  | 7  | 6  | 5  | 4  | 3  | 2  | 1  |    |
| 香 | 桂 |    | 金 | 王 |    | 銀 | 桂 | 香 | 一 |
|    | 飛 | 銀 |    |    |    | 金 | 角 |    | 二 |
| 歩 |    | 歩 |    | 歩 | 歩 |    | 歩 | 歩 | 三 |
|    |    |    | 歩 |    |    | 歩 |    |    | 四 |
|    | 歩 |    |    |    |    |    |    |    | 五 |
|    |    |    |    |    |    | 飛 |    |    | 六 |
| 歩 | 歩 | 歩 | 歩 | 歩 | 歩 | 歩 | 銀 | 歩 | 七 |
|    | 角 | 金 |    |    |    |    |    |    | 八 |
| 香 | 桂 | 銀 |    | 玉 | 金 |    | 桂 | 香 | 九 |

| 9  | 8  | 7  | 6  | 5  | 4  | 3  | 2  | 1  |    |
| 香 | 桂 |    | 金 | 王 |    | 銀 | 桂 | 香 | 一 |
|    | 飛 | 銀 |    |    |    |    | 角 |    | 二 |
| 歩 |    | 歩 |    | 歩 | 歩 | 金 | 歩 | 歩 | 三 |
|    |    |    | 歩 |    |    | 歩 |    |    | 四 |
|    | 歩 |    |    |    |    |    |    |    | 五 |
|    |    |    |    |    |    | 飛 |    |    | 六 |
| 歩 | 歩 | 歩 | 歩 | 歩 | 歩 | 歩 | 銀 | 歩 | 七 |
|    | 角 | 金 |    |    |    |    |    |    | 八 |
| 香 | 桂 | 銀 |    | 玉 | 金 |    | 桂 | 香 | 九 |

| 9  | 8  | 7  | 6  | 5  | 4  | 3  | 2  | 1  |    |
| 香 | 桂 |    | 金 | 王 |    | 銀 | 桂 | 香 | 一 |
|    | 飛 | 銀 |    |    |    |    | 角 |    | 二 |
| 歩 |    | 歩 |    | 歩 | 歩 | 金 | 歩 | 歩 | 三 |
|    |    |    | 歩 |    |    | 歩 |    |    | 四 |
|    | 歩 |    |    |    |    |    |    |    | 五 |
|    |    |    |    |    |    | 飛 |    | 銀 | 六 |
| 歩 | 歩 | 歩 | 歩 | 歩 | 歩 | 歩 |    | 歩 | 七 |
|    | 角 | 金 |    |    |    |    |    |    | 八 |
| 香 | 桂 | 銀 |    | 玉 | 金 |    | 桂 | 香 | 九 |

戦法の狙いとしては、図の進行のように先手の浮き飛車から、通常玉の囲いに使う右銀を飛車尻から繰り出し、さらに3筋に飛車を寄ってタテ歩取りをみせて後手に△3三金といった悪形を強要して、棒銀を受けにくくする陣形にしてから銀を進出させ、相手の守りの要である金と棒銀側の銀との交換を迫る。
この他に銀を3六側に進めて、相手が△3三桂で防ぐならばそこで▲2四歩として、3四の横歩を取って1筋から歩を絡めての攻撃を展開するという指し方や、内藤国雄が七段時代に駆使して勝抜戦15連勝の原動力となった、ネコ式から1筋を突き合い、角道を開けずに▲9七角-7六飛型として▲2七銀～▲2六銀～▲1五歩とするタテ歩取り棒銀もある。